# Siêu cúp Franz Beckenbauer
Siêu cúp Franz Beckenbauer hay Siêu cúp bóng đá Đức là một trận đấu bóng đá ở Đức giữa đội vô địch của Giải bóng đá vô địch quốc gia Đức và DFB-Pokal. Siêu cúp bóng đá Đức được điều hành bởi Deutsche Fußball Liga.

## Lịch sử
Được thành lập từ năm 1987, giải đã được thay thế bằng Cúp Liên đoàn Đức (DFB-Ligapokal) trong giai đoạn từ 1997-2009. Trong năm 2008, mặc dù không được DFB chính thức công nhận, nhưng trận đấu trở lại như T-Home Supercup, với các nhà vô địch Bundesliga Bayern München và các cầu thủ của Borussia Dortmund, vô địch DFB-Pokal. Trận đấu là thay thế cho DFB-Ligapokal, đã bị hủy trong mùa giải, do lịch trình dày đặc do UEFA Euro 2008 gây ra. Siêu cúp đã được phục hồi từ mùa giải 2010-11 tại cuộc họp chung hàng năm của Liên đoàn Bóng đá Đức vào ngày 10 tháng 11 năm 2009. Siêu cúp từ đó được gọi là DFL-Supercup bởi vì nó được điều hành bởi Deutsche Fußball Liga, trước đây được gọi là DFB Supercup bởi vì nó được điều hành bởi Deutscher Fußball-Bund (tiếng Anh: Hiệp hội bóng đá Đức).
Kể từ năm 2010, ngược lại với DFB Supercup, nếu một đội vô địch cả hai giải (Bundesliga và cúp), đội chiến thắng sẽ thi đấu với đội nhì Bundesliga. Không có thêm thời gian được chơi trong trường hợp hòa sau 90 phút, trận đấu sau đó được quyết định bởi một loạt đá luân lưu.
Từ mùa giải 2025–26, giải đấu được đổi tên nhằm tri ân tới Franz Beckenbauer.

## Trận đấu

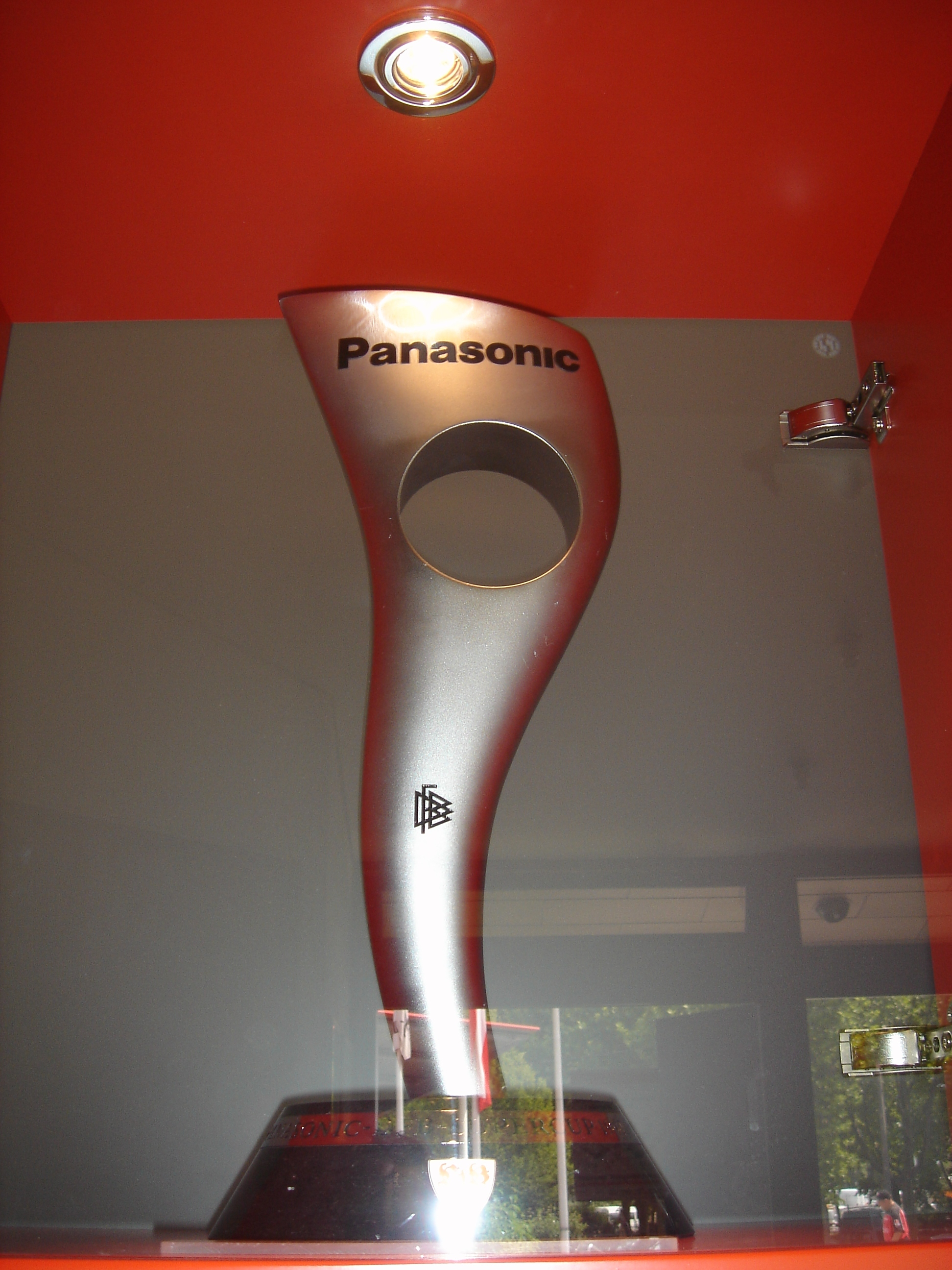
Giải thưởng DFB-Supercup được tài trợ năm 1992

| Năm          | Đội vô địch Bundesliga | Tỉ số                | Đội vô địch DFB-Cup       | Venue                                |
| ------------ | ---------------------- | -------------------- | ------------------------- | ------------------------------------ |
| DFB-Supercup |                        |                      |                           |                                      |
| 1987         | Bayern München         | 2–1                  | Hamburger SV              | Waldstadion, Frankfurt               |
| 1988         | Werder Bremen          | 2–0                  | Eintracht Frankfurt       | Waldstadion, Frankfurt               |
| 1989         | Bayern München         | 3–4                  | Borussia Dortmund         | Fritz-Walter-Stadion, Kaiserslautern |
| 1990         | Bayern München         | 4–1                  | 1. FC Kaiserslautern      | Wildparkstadion, Karlsruhe           |
| 1991         | 1. FC Kaiserslautern   | 3–1                  | Werder Bremen             | Niedersachsenstadion, Hanover        |
| 1992         | VfB Stuttgart          | 3–1                  | Hannover 96 (II)          | Niedersachsenstadion, Hanover        |
| 1993         | Werder Bremen          | 2–2 (s.h.p.) (7–6 p) | Bayer Leverkusen          | Ulrich-Haberland-Stadion, Leverkusen |
| 1994         | Bayern München         | 1–3 (s.h.p.)         | Werder Bremen             | Olympiastadion, Munich               |
| 1995         | Borussia Dortmund      | 1–0                  | Borussia Mönchengladbach  | Rheinstadion, Düsseldorf             |
| 1996         | Borussia Dortmund      | 1–1 (s.h.p.) (4–3 p) | 1. FC Kaiserslautern (II) | Carl-Benz-Stadion, Mannheim          |
| DFL-Supercup |                        |                      |                           |                                      |
| 2010         | Bayern München         | 2–0                  | Schalke 04                | WWK Arena, Augsburg                  |
| 2011         | Borussia Dortmund      | 0–0 (3–4 p)          | Schalke 04                | Veltins-Arena, Gelsenkirchen         |
| 2012         | Borussia Dortmund      | 1–2                  | Bayern München            | Allianz Arena, Munich                |
| 2013         | Bayern München         | 2–4                  | Borussia Dortmund         | Signal Iduna Park, Dortmund          |
| 2014         | Bayern München         | 0–2                  | Borussia Dortmund         | Signal Iduna Park, Dortmund          |
| 2015         | Bayern München         | 1–1 (4–5 p)          | VfL Wolfsburg             | Volkswagen Arena, Wolfsburg          |
| 2016         | Bayern München         | 2–0                  | Borussia Dortmund         | Signal Iduna Park, Dortmund          |
| 2017         | Bayern München         | 2–2 (5–4 p)          | Borussia Dortmund         | Signal Iduna Park, Dortmund          |
| 2018         | Bayern München         | 5–0                  | Eintracht Frankfurt       | Commerzbank Arena, Frankfurt         |
| 2019         | Bayern München         | 0–2                  | Borussia Dortmund         | Signal Iduna Park, Dortmund          |
| 2020         | Bayern München         | 3–2                  | Borussia Dortmund         | Allianz Arena, Munich                |
| 2021         | Bayern München         | 3–1                  | Borussia Dortmund         | Signal Iduna Park, Dortmund          |
| 2022         | Bayern München         | 5–3                  | RB Leipzig                | Red Bull Arena, Leipzig              |
| 2023         | Bayern München         | 0–3                  | RB Leipzig                | Allianz Arena, Munich                |
| 2024         | Bayer Leverkusen       | 2–2 (4–3 p)          | VfB Stuttgart             | BayArena, Leverkusen                 |
| 2025         | Bayern Munich          | 2–1                  | VfB Stuttgart             | MHPArena, Stuttgart                  |

## Thống kê

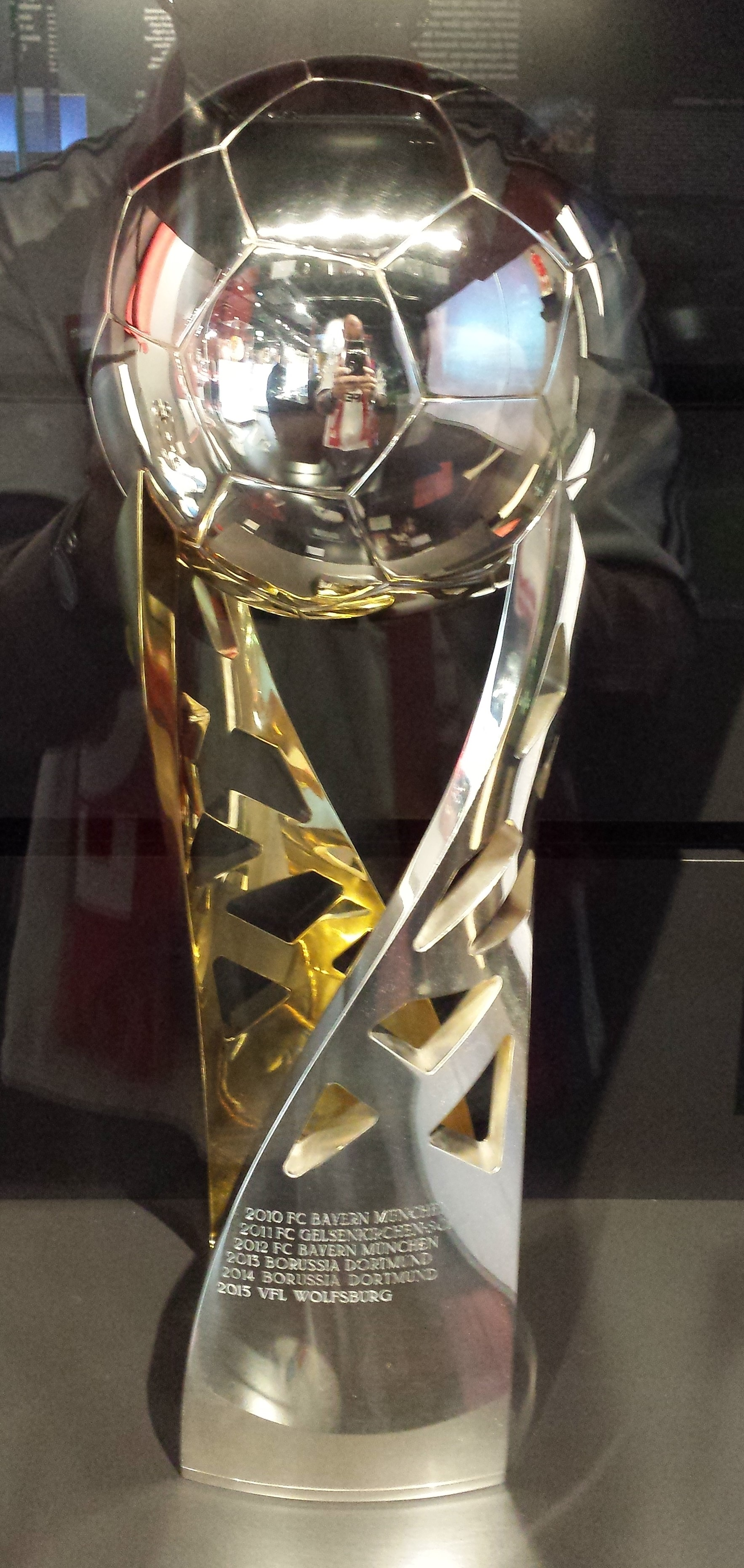
Cúp DFL-Supercup

### Theo đội
| Đội                      | Vô địch | Nhì | Năm thắng                                                        | Năm thua                                 |
| ------------------------ | ------- | --- | ---------------------------------------------------------------- | ---------------------------------------- |
| Bayern München           | 11      | 7   | 1987, 1990, 2010, 2012, 2016, 2017, 2018, 2020, 2021, 2022, 2025 | 1989, 1994, 2013, 2014, 2015, 2019, 2023 |
| Borussia Dortmund        | 6       | 6   | 1989, 1995, 1996, 2013, 2014, 2019                               | 2011, 2012, 2016, 2017, 2020,2021        |
| Werder Bremen            | 3       | 1   | 1988, 1993, 1994                                                 | 1991                                     |
| 1. FC Kaiserslautern     | 1       | 2   | 1991                                                             | 1990, 1996                               |
| VfB Stuttgart            | 1       | 2   | 1992                                                             | 2024, 2025                               |
| Schalke 04               | 1       | 1   | 2011                                                             | 2010                                     |
| RB Leipzig               | 1       | 1   | 2023                                                             | 2022                                     |
| Bayer Leverkusen         | 1       | 1   | 2024                                                             | 1993                                     |
| VfL Wolfsburg            | 1       | —   | 2015                                                             | —                                        |
| Eintracht Frankfurt      | —       | 2   | —                                                                | 1988, 2018                               |
| Hamburger SV             | —       | 1   | —                                                                | 1987                                     |
| Hannover 96              | —       | 1   | —                                                                | 1992                                     |
| Borussia Mönchengladbach | —       | 1   | —                                                                | 1995                                     |

### Theo cách tham gia
| Cạnh tranh           | Vô địch | Á quân |
| -------------------- | ------- | ------ |
| Vô địch Bundesliga   | 16      | 9      |
| Vô địch Cúp quốc gia | 5       | 12     |
| Á quân Bundesliga    | 4       | 4      |

## Ghi bàn hàng đầu
Đậm cho thấy cầu thủ đang thi đấu trong hệ thống bóng đá đức.
| Xếp hạng | Cầu thủ                   | Đội                             | Số bàn |
| -------- | ------------------------- | ------------------------------- | ------ |
| 1        | Robert Lewandowski        | Borussia Dortmund Bayern Munich | 7      |
| 2        | Thomas Müller             | Bayern Munich                   | 5      |
| 3        | Wynton Rufer              | Werder Bremen                   | 4      |
| 3        | Dani Olmo                 | RB Leipzig                      | 4      |
| 5        | Marco Reus                | Borussia Dortmund               | 3      |
| 5        | Arjen Robben              | Bayern Munich                   | 3      |
| 5        | Jürgen Wegmann            | Borussia Dortmund Bayern Munich | 3      |
| 8        | Pierre-Emerick Aubameyang | Borussia Dortmund               | 2      |
| 8        | Günter Breitzke           | Borussia Dortmund               | 2      |
| 8        | Jürgen Degen              | 1. FC Kaiserslautern            | 2      |

## Trận đấu không chính thức
Đội vô địch giải đấu của Đức đã gặp đội vô địch cúp quốc gia nhiều lần trong những trận đấu không chính thức. 
| Năm  | Vô địch Đức              | Tỉ số       | Vô địch cúp       | Sân vận động                | Tên trận              |
| ---- | ------------------------ | ----------- | ----------------- | --------------------------- | --------------------- |
| 1941 | Schalke 04               | 2–4         | Dresdner SC       | DSC-Stadion, Dresden        | Herausforderungskampf |
| 1977 | Borussia Mönchengladbach | 3–2         | Hamburger SV      | Volksparkstadion, Hamburg   | Deutscher Supercup    |
| 1983 | Hamburger SV             | 1–1 (2–4 p) | Bayern Munich     | Olympiastadion, Munich      | Deutscher Supercup    |
| 2008 | Bayern Munich            | 1–2         | Borussia Dortmund | Signal Iduna Park, Dortmund | T-Home Supercup       |
| 2009 | VfL Wolfsburg            | 1–2         | Werder Bremen     | Volkswagen Arena, Wolfsburg | Volkswagen SuperCup   |